# Sascha Wiederhold

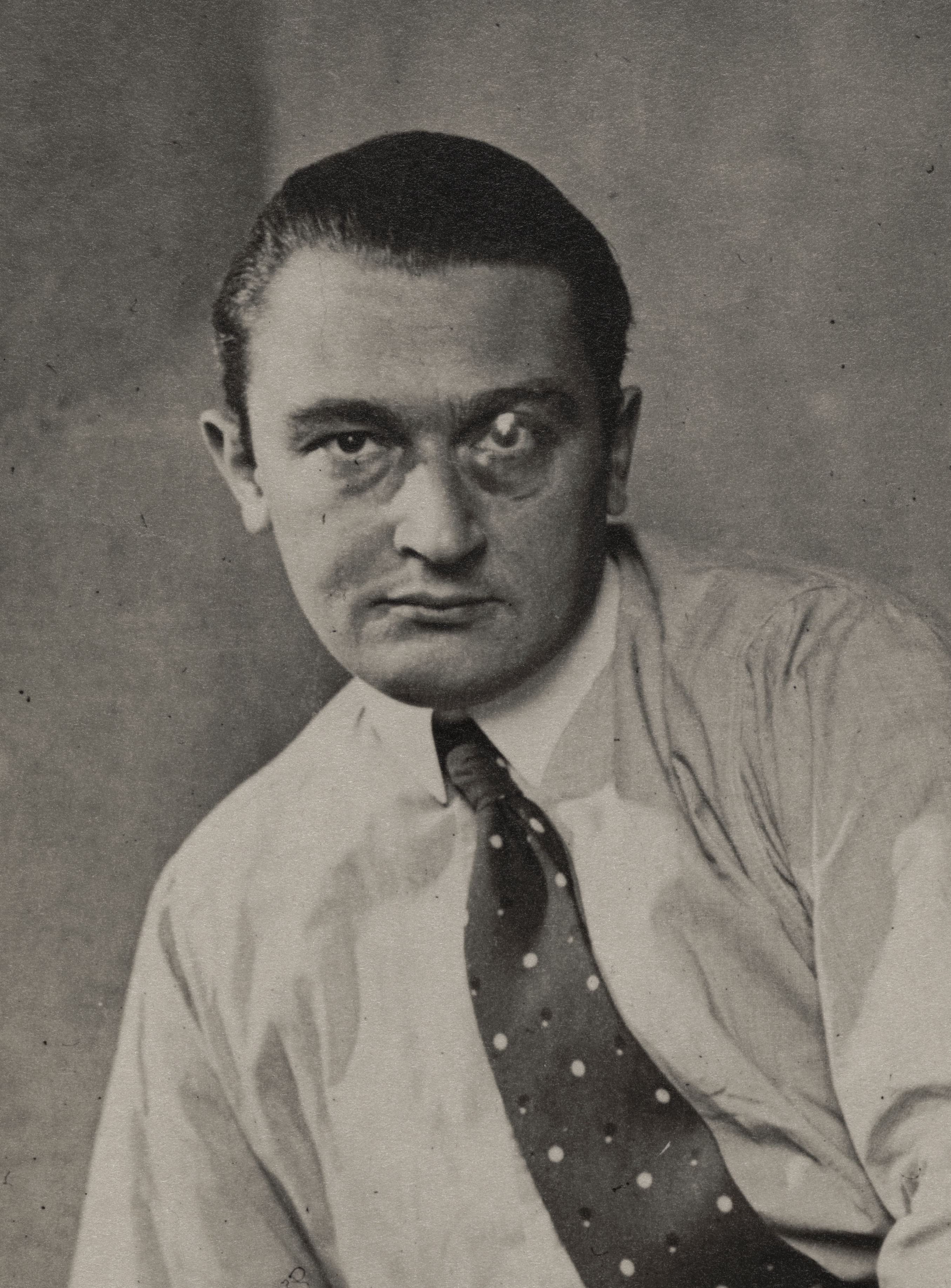
Porträtaufnahme von Sascha Wiederhold (Berlinische Galerie, Abteilung Künstler*innen-Archive)

Sascha Wiederhold (* 9. März 1904 in Münster; † 20. Januar 1962 in West-Berlin) war ein deutscher Maler, Grafiker und Bühnenbildner.

## Leben
Wiederhold kam als Ernst Walter Wiederhold in der Münsteraner Wohnung seiner Eltern in der Grevener Straße 17/18 zur Welt. Sein Vater Heinrich Wiederhold (1875–1915) war Feldwebel und heiratete seine Mutter Maria Wilhelmina Anna Wiederhold, geborene Wild (1873–1959), am 25. April 1903 in Düsseldorf. Am 25. Oktober 1906 wurde Wiederholds jüngere Schwester Elisabeth (1906–1992) geboren. Wiederholds Familie verließ Münster im April 1907 und zog nach Düsseldorf um.
Wiederhold besuchte in Düsseldorf die Städtische Oberrealschule an der Scharnhorststraße und beendete die Schule mit der Obersekundarreife. Wiederholds Vater fällt im Ersten Weltkrieg. Nach einigen Reisen nach Oberschlesien nahm Wiederhold 1921 das Studium an der Staatlichen Kunstakademie Düsseldorf auf und besuchte die Klassen für Gebrauchsgrafik und Dekorationsmalerei, welche von Ernst Aufseeser (1880–1940) geleitet werden. Aufseeser prägt mit dem Spektrum von Gestaltungsweisen und Anwendungsgebieten Wiederholds Malweise maßgeblich. Darüber hinaus verfügte Düsseldorf und das Rheinland über eine lebendige Kunst- und Theaterszene, die vielfältige Anregungen boten.
1924 verließ Wiederhold Düsseldorf und setzte sein Studium an der Unterrichtsanstalt des Staatlichen Kunstgewerbemuseums in Berlin fort. Hier besuchte er die Fachklasse für Wand-, Theater- und Glasmalerei, welche von Cesar Klein (1876–1954) geleitet wurde. Da Wiederhold wohnungslos war, übernachtete er auf eigene Initiative in einer leerstehenden Dienstwohnung der Kunstakademie. Da dies nicht lange unbemerkt blieb, musste er im Juli 1924 sein Studium an der Unterrichtsanstalt des Kunstgewerbemuseums aufgeben und die Institution verlassen.
Im Juli 1925 konnte Wiederhold seine erste Ausstellung in der von Herwarth Walden geführten Galerie Der Sturm in Berlin zeigen. Diese erste Ausstellung zeigte ein großes Spektrum des künstlerischen Könnens Wiederholds auf und war ein Beleg für die Entwicklung des Künstlers, die er innerhalb eines Jahres genommen hatte. Wiederhold stellte in der Galerie Der Sturm bis 1931 durchgängig Werke aus.
1925 heiratete Wiederhold die Krankenschwester Sibilla Schicks (1893–1973), welche als Fürsorgerin seit 1923 in Berlin-Reinickendorf tätig war. Die gemeinsame Tochter Katja Edith Jenny (1925–2010) kam im gleichen Jahr zu Welt.
Im Mai 1927 nahm Wiederhold an der Deutschen Theater-Ausstellung in Magdeburg teil, wo er Entwürfe für Bühnenbilder ausstellte. Seine zweite Einzelausstellung in der Galerie Der Sturm fand im Oktober des gleichen Jahres statt. Des Weiteren beteiligt er sich an einer Ausstellung in der Galerie der Zeitschrift „Little Review“ auf Initiative von Herwarth Waldens Sturm-Kunst in New York City.
1928 erfolgte die Scheidung von Sibilla, die gemeinsame Tochter blieb bei der Mutter. Wiederhold heiratete am 15. September 1928 seine zweite Frau, die Stenotypistin Rosa Dorothea Schönfeld (1902–1983).
Wiederhold verließ Berlin im Sommer 1929, um in Tilsit am dortigen Stadttheater zu arbeiten. In Tilsit gab es eine Kooperation mit den Ostpreußischen Bühnen, welche 1927 gegründet worden sind, um von Königsberg aus Gastspiele für Bühnen in rund 20 Städten im Umkreis organisieren zu können. Der Intendanten des Tilsiter Stadttheaters, Rudolf Blümner, engagierte Wiederhold und nahm ihn von Berlin mit nach Tilsit. Hier entwickelte Wiederhold u. a. ein Programmblatt für die Spielzeit 1929/1930.
Als Herwarth Walden 1932 in die Sowjetunion übersiedelt und infolge der stalinistischen Terrorherrschaft 1941 dort verstarb, verlor Wiederhold seinen Galeristen. Wiederholds Ehe mit Dorothea Schönfeld wurde am 29. Dezember 1932 geschieden.
Während der nationalsozialistischen Herrschaft konnte Wiederhold seine modernen Kunstwerke nicht öffentlich ausstellen. Möglicherweise konnte er jedoch noch einige Werke an private Käufer vermitteln. 1937 begann er eine Ausbildung zum Buchhandelsgehilfen im Buchladen Bayerischer Platz in Berlin-Schöneberg und wurde dort 1939 stellvertretender Geschäftsführer.
1940 erfolgt die erneute Heirat mit seiner zweiten geschiedenen Frau Rosa Dorothea. Über den Umstand der Wiedervermählung ist nichts bekannt.
Zu einem bisher unbekannten Zeitpunkt wurde Wiederhold zum Militärdienst verpflichtet und geriet von 1945 bis 1946 in britische Kriegsgefangenschaft. In der Kriegsgefangenschaft fertigte Wiederhold eine Reihe von Zeichnungen an, die erhalten geblieben sind.
1951 gründete Wiederhold in Berlin-Wedding seinen eigenen Buchladen in der Fehmarner Straße 9, den er zusammen mit seiner Ehefrau führte.
Am 20. Januar 1962 starb Wiederhold in Berlin-Moabit an einem Herzleiden.

## Wiederentdeckung
Die Wiederentdeckung Wiederholds ist dem in Basel ansässigen ungarischen Kunstsammler und Kunsthändler Carl Laszlo zu verdanken. Laszlo wurde auf Wiederhold aufmerksam bei der Durchsicht alter Sturm-Publikationen. Bei einem Berlin-Besuch um 1960 blätterte Laszlo ein Telefonbuch durch und nahm Kontakt zu Wiederhold auf. Bei einem persönlichen Treffen der Männer zeigte Wiederhold Laszlo viele seiner Werke, die die Sturm-Zeit überdauert hatten.
Laszlo nahm in Folge Wiederhold in das Programm seiner Galerie Delta auf. U.a. auch in seiner Basler Wohnung verkaufte der Kunsthändler Werke des Künstlers.
Als Mitbegründer der Art Basel stellte Laszlo Wiederholds Werke auf vielen Kunstmessen aus, sodass auch andere Kunsthändler auf den Künstler aufmerksam wurden und Arbeiten Wiederholds in private Sammlungen gelangten.

## Werke
Sein heute bekanntes Werk beschränkt sich auf die Zeit von 1924 bis 1930 und wenige Zeichnungen aus dem Jahr 1946.
Die Berlinische Galerie hat in ihrer Sammlung neben dem Gemälde „Madonna“ von 1924 ungefähr 20 Arbeiten auf Papier (vorwiegend Gouachen), die u. a. verschiedene Bühnenbildentwürfe von Wiederhold für das Tilsiter Stadttheater darstellen. Dazu kommt ein kleiner dokumentarischer Teilnachlass, der größtenteils aus Briefen an Wiederhold von verschiedenen Mitarbeitern der Galerie Der Sturm besteht.
Das Sprengel-Museum in Hannover besitzt in seiner Sammlung das großformatige Gemälde „Figuren im Raum“ von 1928.

Die Nationalgalerie der Staatlichen Museen zu Berlin hat in ihrer Sammlung das großformatige Gemälde „Bogenschützen“ von 1928.  Die Neue Nationalgalerie in Berlin widmete Widerhold vom 2. Juli 2022 bis zum 8. Januar 2023 eine Einzelausstellung. In diesem Zusammenhang wird sein Werk wie folgt beschrieben:
„Wiederholds Bildwelt besteht aus wild durcheinander wirbelnden Formen und Mustern sowie intensiven Farben, wobei die großformatigen Gemälde ein fast psychedelisches Seherlebnis vermitteln.“
Im Verbrecher Verlag erschien der Band Sascha Wiederhold. Wiederentdeckung eines vergessenen Künstlers, hg. von Dieter Scholz, Berlin 2022, ISBN 978-3-95732-543-3.